# Flamingo Las Vegas
Flamingo Las Vegas (tidligere The Fabulous Flamingo og Flamingo Hilton Las Vegas) er et hotel og kasino på Las Vegas Strip i bydelen Paradise ved Las Vegas i Nevada. Det ejes og drives af Caesars Entertainment.
Bygningen omfatter et kasino på 6.716 m2 og et hotel med 3.460 værelser. Bygningens arkitektoniske tema er inspireret af art deco og moderne strømlinethed i stil med arkitekturen forbundet med Miami og Miami Beach. Hotellet har i sin have et område, der anvendes som habitat for flamingoer.
Hotellet åbnede i 1946 som det tredje hotel på the Strip, og er i dag det ældste hotel på the Strip, der fortsat er åbent. Hotellet har siden åbningen i 1946 gennemgået adskillige renoveringer og ændring af ejerkreds.
The Flamingo har en tilknyttet station, Flamingo & Caesars Palace station, på Las Vegas Monorail-transportsystemet.

## Historie

### Byggeriet
The Flamingo er bygget på en grund på 16,2 hektar, der oprindeligt tilhørte en af de første beboere i byen, Charles "Pops" Squires, der havde købt grunden for 288 dollars og 75 cent. I 1944 solgte han grunden til Margaret Folsom for 7.500$, som kort efter solgte grunden til William Wilkerson for 84.000$. Wilkerson ejede magasinet The Hollywood Reporter og en række populære natklubber på the Sunset Strip.
Wilkerson ønskede at opføre et hotel i området og købte i 1945 yderligere land til stedet og hyrede arkitekter til at opføre hotellet i europæisk stil. På det tidspunkt var allerede opført hotel-kasinoerne El Rancho Vegas og The Last Frontier på det, der senere ville blive kendt som Las Vegas Strip. Wilkerson ønskede et hotel med luksuriøse værelser med air-condition, en spa, trænings- og helsefaciliteter, en golfbane, natklub, lækre restauranter med europæiske kokke og et kasino som i Monte Carlo. Hotellet skulle tiltrække jetsettet fra Hollywood, som Wilkerson havde kontakter til gennem sine aktiviteter med sit magasin og sine natklubber. Hotellet skulle være større end de to eksisterende i byen, så han planlagde 250 værelser, hvilket var mere end dobbelt så stort som de to eksisterende hoteller i byen. 
Wilkerson påbegyndte opførelsen af hotellet i november 1945 med et budget på 1,2 mio. $. Han havde lånt 600.000$ i banken og 200.000$ af sin ven Howard Hughes og som den spiller han var, forsøgte han at vinde den resterende del af budgettet ved spillebordet. Han tabte imidlertid 200.000$, og han måtte derfor låne yderligere penge, en million dollar, denne gang hos Harry Rothberg, en person fra New Yorks underverden med tætte forbindelser til den amerikanske mafia. Rothberg trak andre gangstere ind i projektet, herunder Meyer Lansky, Gus Greenbaum, Moe Sedway og Lanskys barndomsven Benjamin "Bugsy" Siegel, der alle blev medejere af Wilkersons projekt.
Siegel havde forinden haft planer om at etablere hotelkasino i Las Vegas grundet Nevadas liberale holdning til spil i kasinoer og spil udenfor væddeløbsbaner. På dette tidspunkt ejede Siegel en stor del af informationstjenesten Trans America Wire, og Siegel og mafiaen havde store interesser i ulovligt spil på øst- og vestkysten af USA. Siegel havde købt hotellet El Cortez på Fremont Street for $600.000, men hans planer for udvidelse af hotellet blev bremset af bystyret i Las Vegas, der kendte til Siegels forbindelser til underverdenen. Siegel så sig herefter om efter muligheder uden for Las Vegas' bygrænse, og Wilkersons projekt passede fint ind i planerne. Wilkerson og Siegel havde kendt hinanden siden 1930'erne, hvor de havde mødt hinanden i Los Angeles, hvor Siegel havde været en kendt gæst i Wilkersons natklubber. Siegel og Wilkerson arbejdede sammen om hotellets opførelse, og Siegel fik hurtigt hyret nye arkitekter og en ny hovedentreprenør, Del Webb. Der opstod hurtigt uenighed om beslutningerne, og Siegel pressede med støtte fra de øvrige gangstere Wilkerson ud af den kreative kontrol med projektet, hvorefter Siegel alene stod for færdiggørelsen.
Byggeriet var imidlertid vanskeligt grundet materialemangel efter afslutningen af 2. verdenskrig. For at skaffe materialer betalte Siegel betydelige overpriser for materialerne, der imidlertid ofte blev stjålet på byggepladsen. tilsvarende betalte han byggearbejderne høje lønninger for at få fremskyndet byggeriet. Samtidig foretog Siegel løbende ændringer i planerne, og han lod eksempelvis det færdiggjorte køkken rive ned og ombygget, da han ikke var tilfreds med det færdige resultat. Byggeriet blev følgelig forsinket, ligesom budgettet blev kraftigt overskredet. Siegel skulle på et tidspunkt have mistet besindelsen over for hovedentreprenøren Del Webb, og fortalt, at han personligt havde slået 16 mand ihjel. Da Webb fik et bekymret udtryk i ansigtet, slog Siegel det hen med en bemærkning om, at han ikke behøvede være bange for noget, fordi "det er kun hinanden vi slår ihjel" (d.v.s. inden for mafiaen). Der blev skåret ned på antallet af værelser for at spare, og for at skaffe penge solgte Siegel andele ud til sine investorer, bl.a. Meyer Lansky og andre mafiamedlemmer, der dog nærede mistanke om, at Siegel selv tog andele af omkostningerne. Siegel pressede til sidst Billy Wilkerson til at sælge sine andel i projektet, og Wilkerson flygtede herefter til Paris.

### Åbning i 1946 af The Flamingo Hotel & Casino
Siegel åbnede The Flamingo Hotel & Casino den 26. december 1946. På det tidspunkt havde hotellet kostet 6 millioner dollars, hvilket på den tid var et svimlende beløb. Hotellet blev markedsført som "The West's Greatest Resort Hotel" og var med sine 105 værelser det første luksushotel på the Strip ca. 6-7 km fra Las Vegas centrum.
Ved åbningen optrådte bl.a. Jimmy Durante og Rose Marie. Flere af Sigels venner og bekendt fra Hollywood deltog ved åbningen, bl.a. George Raft og Sonny Tufts. Åbningen fandt imidlertid sammen med en kraftig vinterstorm i området og mange jetsettere meldte afbud til åbningen, herunder storinvestoren Meyer Lansky. Åbningen var en katastrofe for Siegel, ikke blot på grund af de mange afbud til den stort anlagte premiere. De lokale fandt det luksuriøse hotel overdrevent. Der var dresscode for gæsterne, hvor mændene skulle være iført minimum jakkesæt med slips og kvinderne aftenkjole, ligesom tjenerne var iført smoking. For at fuldende fiaskoen tabte kasinoet mere end 300.000$ i løbet af de første par uger.
De høje omkostninger, de manglende gæster og de store omkostninger, der skulle betales for at færdiggøre de sidste dele af hotellet fik Siegel til at lukke hotellet og i stedet koncentrere sig om at låne flere penge til færdiggørelsen.

### Genåbning i 1947 og likvidering af Siegel
Siegel arbejdede med at få færdiggjort hotellet og han gennemførte en genåbning af hotellet i marts 1947 under det nye navn The Fabulous Flamingo. Genåbningen blev en succes, hvor mange af Hollywoods stjerner besøgte hotellet og gav det positiv omtale. Driften af hotellet gav overskud, og idéen om et luksushotel i Las Vegas viste sig at være en god idé.
Den amerikanske mafia havde investeret betydelige beløb i Siegels projekt og var utålmodige for at se afkast af investeringen. Siegels projekt med The Flamingo var blevet drøftet på et møde blandt mafiabosserne, herunder barndomsvennen Meyer Lansky og den uformelle leder af De fem familier, Lucky Luciano, på et møde i december 1946 i Havanna på Cuba, den såkaldte Havanna-konference. På mødet havde der været stemning for at likvidere Siegel, men beslutningen blev udskudt i sidste øjeblik. Nu hvor hotellet endelig begyndte at give overskud, var mafiaen ivrig for at få sine investeringer tilbage. Siegel havde lagt sig ud med flere mafiabosser over projektet, og mafiaen havde tabt tålmodigheden med Siegel.
Den 20. juni 1947 blev Siegel dræbt af en ukendt gerningsmand, der affyrede mindst ni skud med en militærriffel mod Siegel, der sad i en stol i veninden Virginia Hills hjem i Beverly Hills. Umiddelbart efter spadserede mafiamedlemmerne Moe Sedway, Gus Greenbaum og Morris Rosen ind på The Flamingo og overtog kontrollen med hotellet.

### Tiden efter Siegel (1947–1960)
Det lykkedes Moe Sedway, Gus Greenbaum og Morris Rosen at gøre hotellet til en betydelig succes. De rettede fokus mod et bredere publikum, og allerede i 1948 opnåede hotellet et overskud på 4 millioner $. The Fabulous Flamingo blev berømt for sine overdådige shows og sine efter datidens forhold luksuriøse værelser med air-conditioning, flotte haver og swimming pools. Blandt de mange entertainere, der optrådte mellem 1947 og 1953, var Sammy Davis Jr., Lena Horne, The Mills Brothers, Betty Hutton og Spike Jones.
Der blev i 1953 foretaget en større renovering af hotellet og kasinoet, hvor bl.a. den oprindelige indgang blev revet ned og erstattet af et andet indgangsparti og et stort "Champagne Tårn" med flamingoer installeret. Fra 1955 til 1960 var kasinohotellet ejet af bl.a. Albert Parvin med 30% og en række andre investorer, herunder Tony Martin og skuespilleren George Raft.

### Tiden efter 1960
I 1960 blev the Flamingo solgt for $10,5 million til en gruppe investorer, herunder Morris Lansburgh og Daniel Lifter, der begge var bosiddende i Miami og havde forbindelser til den amerikanske mafia. Lansky fungerede efter sigende som mellemmand ved handelen, og skulle herfor have modtaget $200,000.
Kirk Kerkorian købte The Flamingo i 1967, og solgte det igen i 1972 til Hilton Corporation, der omdøbte hotellet til Flamingo Hilton i 1974. Der har i alle årene løbende været renoveringer og ombygninger af hotellet, og de sidste af de originale dele af Siegels hotel blev revet ned i 1993.
I 1998 overdrog Hilton sine kasinoaktiviteter, herunder The Flamingo til Park Place Entertainment, der i 2000 ændrede hotelkasinoets navn til Flamingo Las Vegas. Park Place Entertainment udskilte aktiviteten til Caesars Entertainment, Inc., der i 2005 blev købt af Harrah's Entertainment, der i 2010 skiftede navn til Caesars Entertainment Corporation in 2010.
Hotellet gennemgik en større renovering i 2018.

## Faciliteter og attraktioner

### Habitat
Hotellet har en stor have, der fungerer som habitat for en række dyr, fugle og fisk, herunder chilenske flamingoer, ænder og skildpadder. Der var tidligere pingviner i haven, men de er flyttet til en zoo.

### Metrostation
The Flamingo indeholder en togstation på Las Vegas Monorail-nettet, kaldet The Flamingo/Caesars Palace station.

### Shows
Hotellets hovedscene har plads til 780 tilskuere. Scenen blev indtil 2019 kaldt The Donny & Marie Showroom, efter Donny og Marie Osmond, der optrådte på The Flamingo i 11 år mellem 2008 og 2019. En anden scene på hotellet kaldes Bugsy's Cabaret, der siden 2002 har vist showet "X Burlesque". På scenen vises også showt Piff the Magic Dragon.

#### Artister, der har optrådt på hotellet
Flere berømte artister har optrådt på The Flamingo, herunder Judy Garland i 1958, Bobby Darin i 1963 (i flere uger), Fats Domino i 1963 (og i flere år), Jerry Lee Lewis og Ray Charles i 1963. The Supremes i 1966, James Brown og Little Richard i 1967, Tom Jones og Wayne Newton i 1968, Ella Fitzgerald i 1970 og B.B. King i 1971.
Af nyere optrædener kan nævnes Kenny Rogers i 1997, Foreigner i 2000, The Beach Boys i 2003, Sly & the Family Stone i 2007, Aaron Carter og Alien Ant Farm i 2017, Richard Marx og Smash Mouth i 2017, Rita Ora og Gin Blossoms i 2018.
Af længerevarende optrædener kan udover Donny og Marie Osmonds 11 år lange tilknytning til hotellet med 1.730 shows og i alt 9 millioner solgte billetter nævnes Gladys Knight & the Pips, der optrådte i det meste af 2003, samt Toni Braxton, der optrådte fra 2006 til 2008, og Olivia Newton-John der optrådte på The Flamingo fra april 2014 til slutningen af 2016.

## I populærkulturen

### Film og tv
Den oprindelige Ocean's 11 fra 1960 blev filmet på hotellet, ligesom en flashback scene i genindspilningen fra 2001 er indspillet der. I den oprindelige film fra 1960 røves kasinoerne af Dean Martin, Frank Sinatra, Peter Lawford, Sammy Davis Jr. m.fl.
Elvis-filmen Viva Las Vegas (dansk titel: Elvis i det store race) fra 1964 har flere scener optaget på hotellet.
Filmen Bugsy fra 1991 med Warren Beatty i hovedrollen om Bugsy Siegel har flere scener knyttet til hotellet og dets historie. Mange af detaljerne er dog ændret for den dramatiske effekt.
I Netflix-serien Lilyhammer indgår en natklub i Lillehammer i Norge ved navn The Flamingo, der bygges af seriens hovedperson Giovanni Henriksen (aka Frank "The Fixer" Tagliano), der angiver inspirationen til at være Bugsy Siegel og dennes hotel.